# Stanmer House
Stanmer House est un manoir classé Grade I situé dans le parc Stanmer à l'ouest du village de Falmer et au nord-est de la ville de Brighton et Hove, East Sussex, Angleterre.

## Histoire

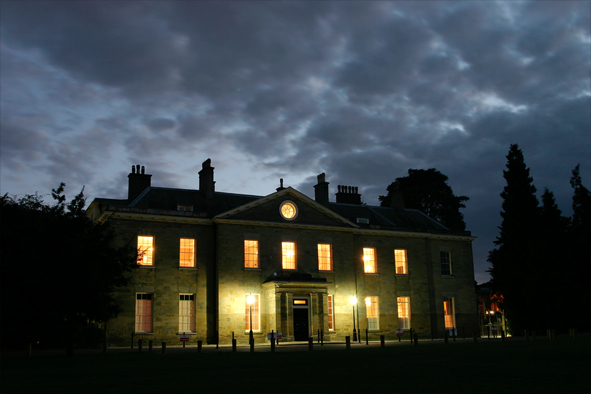
Stanmer House un soir d'août en 2006

La maison se trouve à proximité du village et de l'église de Stanmer, dans le parc Stanmer. Construit par l'architecte français Nicholas Dubois en 1722 dans un style palladien pour la famille Pelham, il intègre les vestiges d'une maison antérieure et est de nouveau modifié en 1860.
La maison et le parc sont achetés par les autorités locales en 1947 . Le bâtiment est classé Grade I en 1954, les anciennes écuries, construites vers 1725 mais très modifiées, sont classés Grade II *.
Près du campus de l'Université de Sussex, la maison est utilisée comme bâtiment administratif universitaire pendant quelques années dans les années 1960 pendant la construction du campus dans la partie est du parc. Après avoir subi d'importantes rénovations, elle ouvre en juin 2006 et est utilisée comme restaurant et lieu d'événements.
En 2009, le Willkommen Collective lance un festival de musique à Stanmer House . Il connait deux éditions.